# Donald Shoup

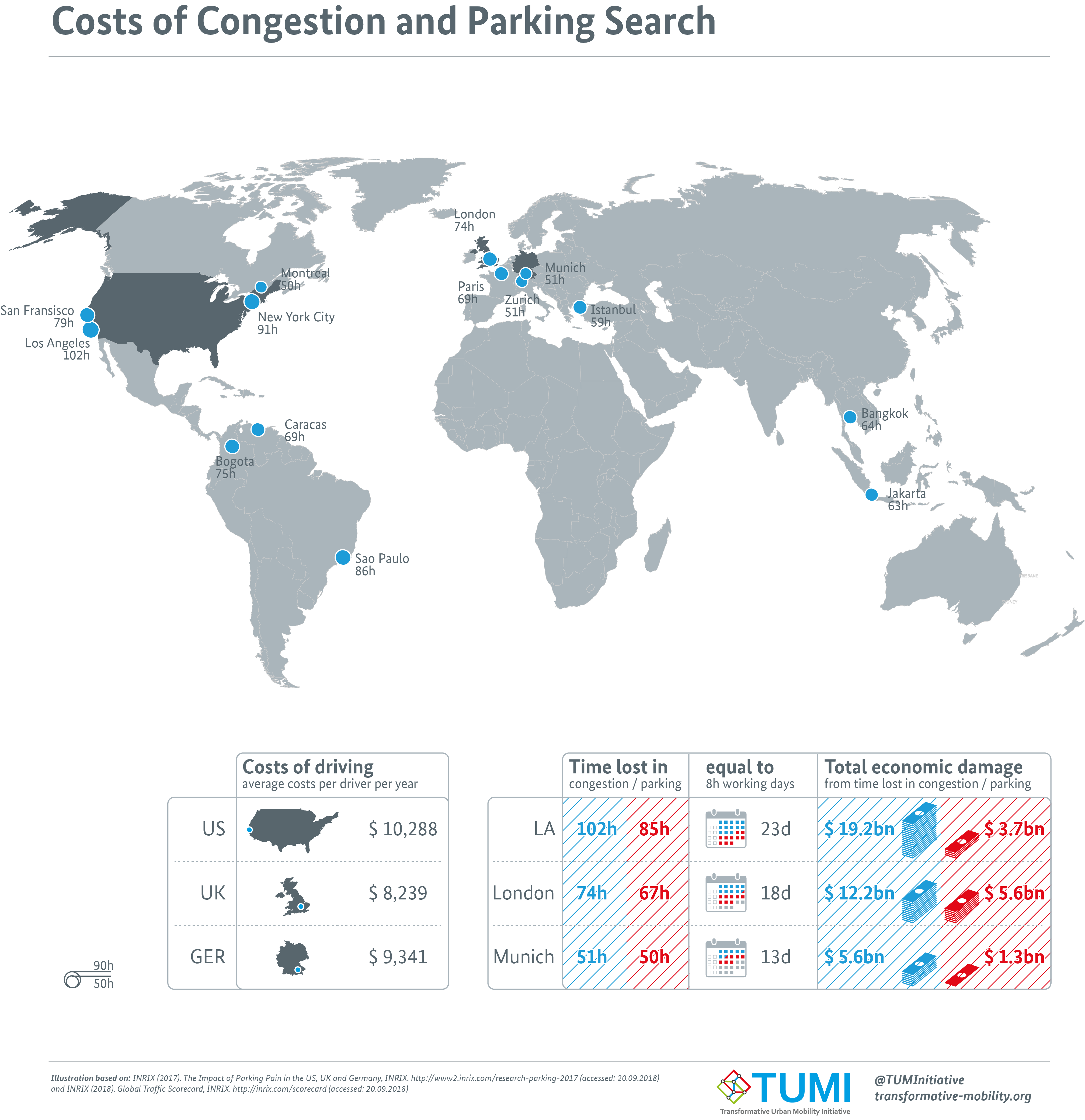
Náklady na zácpy a hledání parkování

Donald Curran Shoup (24. srpna 1938 – 6. února 2025) byl profesor urbanismu na UCLA a georgistický ekonom.Je známý především kvůli své knize „The High Cost of Free Parking“ z roku 2005, která identifikuje negativní dopady požadavků na parkování na veřejných prostranstvích a do značné míry se opírá o georgistické postřehy o optimálním využití půdy a rozložní výnosů. V roce 2015 udělila American Planning Association Shoupovi „National Planning Excellence Award for a Planning Pioneer“.

## Osobní život a kariéra
Shoup se narodil v Long Beach v Kalifornii v roce 1938. Když mu byly dva roky, jeho rodina se přestěhovala na Havaj kvůli práci otce v americkém námořnictvu. Koncem padesátých let se přestěhoval do New Havenu v Connecticutu. Bylo to na vrcholu snahy starosty města Richarda C. Leeho o vybudování velkých parkovacích garáží a zlepšení plynulosti dopravy ve městě pomocí vybudování tzv. Oak Street Connector a dalších zásahů spadajících do vlny tzv. "urban renewal" projektů. Vysokoškolské vzdělání získal na Yale College v oboru elektrotechniky a ekonomiky a doktorát z ekonomie obhájil na Yale v roce 1968. Po ukončení doktorského studia zamířil na západ a nastoupil na pozici ekonomického výzkumníka v Institutute for Government and Public Affairs v rámci University of California (UCLA).  Po čtyřletém působení ve funkci profesora na univerzitě v Michiganu se Shoup v roce 1974 vrátil na UCLA jako docent územního plánování a v roce 1980 byl následně jmenován řádným profesorem.

## Výzkum tématu parkování
Původně se zaměřoval na veřejné finance a teorii daně z hodnoty pozemků, v roce 1975 se ale nechal inspirovat diplomovou prací, která zjistila, že u zaměstnanců správy okresu Los Angeles je téměř dvakrát větší pravděpodobnost, že budou jezdit autem sami, než u federálních zaměstnanců v Los Angeles Civic Center, a to kvůli dostupnosti bezplatného parkování. Shoup intenzivně studoval parkování jako klíčové pojítko mezi dopravou a využíváním pozemků, což má významné důsledky pro města, ekonomiku a životní prostředí. Ve studii z roku 2004 nazvané The Ideal Source of Local Public Revenue (Ideální zdroj místních veřejných příjmů) Shoup předložil argumenty pro praktické použití georgiánské daňové teorie na problémy městského parkování a dopravy. 
Shoup popularizoval teorii, že 85% obsazenost parkovacích míst na ulici představuje nejefektivnější využití ploch veřejného parkování. Pokud automobily v kterémkoli daném cílovém místě ve městě (blok nebo skupina bloků) zabírají více než 85% parkovacích míst na ulici, jsou vozy přijíždějící do tohoto cíle nuceny několik minut jezdit po okolí, než najdou neobsazené parkovací místo. Tato krátká doba hledání připadající na jedno auto vytváří překvapivě velké dopravní intenzity a zácpy, protože během dopravní špičky typicky mnoho automobilů hledá parkování současně. Dochází ke ztrátě času, plýtvání palivem a zvyšuje se znečištění ovzduší. Shoup nazývá tento fenomén nadměrné jízdy v důsledku podhodnoceného parkování za „cruising for parking“.
Jeho výzkum týkající se parkování placeného zaměstnavatelem vedl k přijetí kalifornského zákona o vyplacení náhrady za parkovné a ke změnám v zákoně o vnitřních příjmech, které mají podporovat vyplácení náhrad za parkování. Jeho výzkum politiky komunálního parkování vedl města k účtování spravedlivých tržních cen za omezené parkování a k vyčlenění výsledných výnosů měřičů na financování přidaných veřejných služeb v měřených okresech.
Shoupovy pokusy přeměnit teorii v praxi občas vedly ke kontroverzi.
Shoup byl členem American Institute of Certified Planners a pracoval jako ředitel Institutu dopravních studií a jako vedoucí Katedry územního plánování na UCLA. Působil jako hostující vědec na University of Hawaii, Univerzitě v Cambridge a ve Světové bance 

### Knihy
- Shoup, Donald a Ruth P. Mack. Advance land acquisition by local governments: benefit-cost analysis as an aid to policy (1968). Institute of Public Administration.
- Shoup, Donald a Don Pickerell. Free Parking as a Transportation Problem. (1980). U.S. Department of Transportation
- ——. Evaluating the Effects of Parking Cash Out: Eight Case Studies. (1997) California Environmental Protection Agency.
- ——. Parking Cash Out. (2005). APA Planning Advisory Service.
- Shoup, Donald. The High Cost of Free Parking. (2005) APA Planners Press. ISBN 978-1884829987 (Revidované vydání 2011)
- Shoup, Donald (editor). Parking and the City. (2018) Routledge. ISBN 978-113849703-0

### Vybrané články
- Shoup, Donald. "The optimal timing of urban land development." (1970). Papers in Regional Science 25(1), 33-44.
- Shoup, Donald, with Ronald Wilson. "Parking subsidies and travel choices: assessing the evidence." (1990). Transportation 17 (2), 141-157
- Shoup, Donald. "Cashing out free parking." (1982). Transportation Quarterly 36(3)
- "An opportunity to reduce minimum parking requirements." (1995). Journal of the American Planning Association 61(1), 14-28.
- "In lieu of required parking." (1999). Journal of Planning Education and Research 18(4), 307-320.
- "The trouble with minimum parking requirements." (1999). Transportation Research Part A: Policy and Practice 33(7), 549-574.
- "Cruising for parking." (2006). Transport Policy 13(6), 479-486.